# يوهان يوربان
يوهان يوربان (بالألمانية: Johann Urban)‏ هو كيميائي نمساوي، ولد في 7 يونيو 1863 في ماريبور في سلوفينيا، وتوفي في 13 نوفمبر 1940 في فيينا في النمسا.